# Kabinett Kohl III
Das Kabinett Kohl III war die 15. Bundesregierung der Bundesrepublik Deutschland.

## Abstimmung im Bundestag
| Wahlgang                                                  | Kandidat        | Kandidat          | Stimmen    | Stimmenzahl | Anteil | Koalitionspartei(en) | Koalitionspartei(en) | Koalitionspartei(en) | Koalitionspartei(en) |
| --------------------------------------------------------- | --------------- | ----------------- | ---------- | ----------- | ------ | -------------------- | -------------------- | -------------------- | -------------------- |
| 1. Wahlgang                                               |                 | Helmut Kohl (CDU) | Ja-Stimmen | 253         | 50,9 % |                      |                      |                      | CDU/CSU, FDP         |
| 1. Wahlgang                                               | Nein-Stimmen    | Helmut Kohl (CDU) | 225        | 45,3 %      |        |                      |                      |                      | CDU/CSU, FDP         |
| 1. Wahlgang                                               | Enthaltungen    | Helmut Kohl (CDU) | 6          | 1,2 %       |        |                      |                      |                      | CDU/CSU, FDP         |
| 1. Wahlgang                                               | Ungültig        | Helmut Kohl (CDU) | 3          | 0,6 %       |        |                      |                      |                      | CDU/CSU, FDP         |
| 1. Wahlgang                                               | nicht abgegeben | Helmut Kohl (CDU) | 10         | 2,0 %       |        |                      |                      |                      | CDU/CSU, FDP         |
| Damit wurde wieder Helmut Kohl zum Bundeskanzler gewählt. |                 |                   |            |             |        |                      |                      |                      |                      |

## Kabinett
| Amt oder Ressort                                                              | Bild                                                         | Name                                                | Partei                     | Partei | Parlamentarische Staatssekretäre bzw. Staatsminister | Partei | Partei |
| ----------------------------------------------------------------------------- | ------------------------------------------------------------ | --------------------------------------------------- | -------------------------- | --- | --- | ------ | ------ |
| Bundeskanzler                                                                 |                                                              | Helmut Kohl (1930–2017)                             |                            | CDU | Lutz Stavenhagen (1940–1992) Staatsminister beim Bundeskanzler |        | CDU    |
| Stellvertreter des Bundeskanzlers Auswärtiges                                 |                                                              | Hans-Dietrich Genscher (1927–2016)                  |                            | FDP | Irmgard Adam-Schwaetzer (* 1942) |        | FDP    |
| Stellvertreter des Bundeskanzlers Auswärtiges                                 | Helmut Schäfer (* 1933)                                      | Hans-Dietrich Genscher (1927–2016)                  |                            | FDP | |        | FDP    |
| Inneres                                                                       |                                                              | Friedrich Zimmermann (1925–2012) bis 21. April 1989 |                            | CSU | Horst Waffenschmidt (1933–2002) |        | CDU    |
| Inneres                                                                       |                                                              | Wolfgang Schäuble (1942–2023) ab 21. April 1989     |                            | CDU | Carl-Dieter Spranger (* 1939) |        | CSU    |
| Justiz                                                                        |                                                              | Hans A. Engelhard (1934–2008)                       |                            | FDP | Friedrich-Adolf Jahn (1935–2016) |        | CDU    |
| Finanzen                                                                      |                                                              | Gerhard Stoltenberg (1928–2001) bis 21. April 1989  |                            | CDU | Hansjörg Häfele (1932–2025) bis 21. April 1989 Manfred Carstens (* 1943) |        | CDU    |
| Finanzen                                                                      |                                                              | Theodor Waigel (* 1939) ab 21. April 1989           |                            | CSU | Friedrich Voss (1931–2012) |        | CSU    |
| Wirtschaft                                                                    |                                                              | Martin Bangemann (1934–2022) bis 9. Dezember 1988   |                            | FDP | Ludolf von Wartenberg (* 1941) bis 4. Juli 1989 |        | CDU    |
| Wirtschaft                                                                    |                                                              | Helmut Haussmann (* 1943) ab 9. Dezember 1988       | Klaus Beckmann (1944–1994) | FDP | | FDP    |        |
| Wirtschaft                                                                    | Erich Riedl (1933–2018)                                      | Helmut Haussmann (* 1943) ab 9. Dezember 1988       |                            | FDP | CSU |        |        |
| Ernährung, Landwirtschaft und Forsten                                         |                                                              | Ignaz Kiechle (1930–2003)                           |                            | CSU | Georg Gallus (1927–2021) |        | FDP    |
| Ernährung, Landwirtschaft und Forsten                                         | Wolfgang von Geldern (* 1944)                                | Ignaz Kiechle (1930–2003)                           |                            | CSU | CDU |        |        |
| Innerdeutsche Beziehungen                                                     |                                                              | Dorothee Wilms (* 1929)                             |                            | CDU | Ottfried Hennig (1937–1999) |        | CDU    |
| Arbeit und Sozialordnung                                                      |                                                              | Norbert Blüm (1935–2020)                            | CDU                        | Wolfgang Vogt (1929–2006)                                                                                 | | CDU    |        |
| Arbeit und Sozialordnung                                                      | Stefan Höpfinger (1925–2004) bis 21. April 1989              | Norbert Blüm (1935–2020)                            | CDU                        | | | CDU    |        |
| Arbeit und Sozialordnung                                                      | Horst Seehofer (* 1949)                                      | Norbert Blüm (1935–2020)                            | CDU                        | | CSU |        |        |
| Verteidigung                                                                  |                                                              | Manfred Wörner (1934–1994) bis 18. Mai 1988         | CDU                        | Peter Kurt Würzbach (* 1937) bis 19. Dezember 1988 Willy Wimmer (* 1943) Agnes Hürland-Büning (1926–2009) | | CDU    |        |
| Verteidigung                                                                  | Rupert Scholz (* 1937) 18. Mai 1988 bis 21. April 1989       |                                                     | CDU                        | Peter Kurt Würzbach (* 1937) bis 19. Dezember 1988 Willy Wimmer (* 1943) Agnes Hürland-Büning (1926–2009) | | CDU    |        |
| Verteidigung                                                                  | Gerhard Stoltenberg ab 21. April 1989                        |                                                     | CDU                        | Peter Kurt Würzbach (* 1937) bis 19. Dezember 1988 Willy Wimmer (* 1943) Agnes Hürland-Büning (1926–2009) | | CDU    |        |
| Jugend, Familie, Frauen und Gesundheit                                        |                                                              | Rita Süssmuth (* 1937) bis 25. November 1988        | CDU                        | Anton Pfeifer (* 1937)                                                                                    | | CDU    |        |
| Jugend, Familie, Frauen und Gesundheit                                        | Ursula Lehr (1930–2022) ab 9. Dezember 1988                  |                                                     | CDU                        | Anton Pfeifer (* 1937)                                                                                    | | CDU    |        |
| Verkehr                                                                       |                                                              | Jürgen Warnke (1932–2013) bis 21. April 1989        |                            | CSU | Dieter Schulte (* 1941) |        | CDU    |
| Verkehr                                                                       | Friedrich Zimmermann (1925–2012) ab 21. April 1989           |                                                     |                            | CSU | Dieter Schulte (* 1941) |        | CDU    |
| Umwelt, Naturschutz und Reaktorsicherheit                                     |                                                              | Walter Wallmann (1932–2013) bis 22. April 1987      |                            | CDU | Martin Grüner (1929–2018) Wolfgang Gröbl (* 1941) |        | FDP    |
| Umwelt, Naturschutz und Reaktorsicherheit                                     |                                                              | Klaus Töpfer (1938–2024) ab 7. Mai 1987             |                            | CDU | Martin Grüner (1929–2018) Wolfgang Gröbl (* 1941) | CSU    |        |
| Post- und Fernmeldewesen ab 1. Juli 1989: Post und Telekommunikation          |                                                              | Christian Schwarz-Schilling (* 1930)                | CDU                        | Wilhelm Rawe (1929–2017)                                                                                  | | CDU    |        |
| Raumordnung, Bauwesen und Städtebau                                           |                                                              | Oscar Schneider (1927–2024) bis 21. April 1989      |                            | CSU | Jürgen Echternach (1937–2006) |        | CDU    |
| Raumordnung, Bauwesen und Städtebau                                           | Gerda Hasselfeldt (* 1950) ab 21. April 1989                 |                                                     |                            | CSU | Jürgen Echternach (1937–2006) |        | CDU    |
| Forschung und Technologie                                                     |                                                              | Heinz Riesenhuber (* 1935)                          |                            | CDU | Albert Probst (1931–2015) |        | CSU    |
| Bildung und Wissenschaft                                                      |                                                              | Jürgen W. Möllemann (1945–2003)                     |                            | FDP | Irmgard Karwatzki (1940–2007) bis 21. April 1989 |        | CDU    |
| Bildung und Wissenschaft                                                      | Norbert Lammert (* 1948)                                     | Jürgen W. Möllemann (1945–2003)                     |                            | FDP | |        | CDU    |
| Wirtschaftliche Zusammenarbeit                                                |                                                              | Hans Klein (1931–1996) bis 21. April 1989           |                            | CSU | Volkmar Köhler (1930–2012) bis 21. April 1989 Hans-Peter Repnik (1947–2025) |        | CDU    |
| Wirtschaftliche Zusammenarbeit                                                | Jürgen Warnke ab 21. April 1989                              |                                                     |                            | CSU | Volkmar Köhler (1930–2012) bis 21. April 1989 Hans-Peter Repnik (1947–2025) |        | CDU    |
| Besondere Aufgaben Chef des Bundeskanzleramtes                                |                                                              | Wolfgang Schäuble (1942–2023) bis 21. April 1989    |                            | CDU | Lieselotte Berger (1920–1989) Bevollmächtigte der Bundesregierung in Berlin bis 26. September 1989 (verstorben) Günter Straßmeir (1929–2009) Bevollmächtigter der Bundesregierung in Berlin 26. Oktober 1989 bis 20. Dezember 1990 |        | CDU    |
| Besondere Aufgaben Chef des Bundeskanzleramtes                                | Rudolf Seiters (* 1937) ab 21. April 1989                    |                                                     |                            | CDU | Lieselotte Berger (1920–1989) Bevollmächtigte der Bundesregierung in Berlin bis 26. September 1989 (verstorben) Günter Straßmeir (1929–2009) Bevollmächtigter der Bundesregierung in Berlin 26. Oktober 1989 bis 20. Dezember 1990 |        | CDU    |
| Besondere Aufgaben Chef des Presse- und Informationsamtes der Bundesregierung |                                                              | Hans Klein 21. April 1989 bis 20. Dezember 1990     |                            | CSU | |        |        |
| Besondere Aufgaben                                                            |                                                              | Sabine Bergmann-Pohl (* 1946) ab 3. Oktober 1990    |                            | CDU | |        |        |
| Besondere Aufgaben                                                            | Günther Krause (* 1953) ab 3. Oktober 1990                   |                                                     |                            | CDU | |        |        |
| Besondere Aufgaben                                                            | Lothar de Maizière (* 1940) 3. Oktober bis 19. Dezember 1990 |                                                     |                            | CDU | |        |        |
| Besondere Aufgaben                                                            |                                                              | Rainer Ortleb (* 1944) ab 3. Oktober 1990           |                            | FDP | |        |        |
| Besondere Aufgaben                                                            |                                                              | Hansjoachim Walther (1939–2005) ab 3. Oktober 1990  |                            | DSU | |        |        |

## Veränderungen
Nach der Landtagswahl in Hessen und der anschließenden Bildung einer Koalition aus CDU und FDP schied Bundesumweltminister Walter Wallmann am 22. April 1987 aus der Bundesregierung aus; am 24. April 1987 wurde er zum Hessischen Ministerpräsidenten gewählt. Als neuer Umweltminister wurde am 7. Mai 1987 der bisherige Minister für Umwelt und Gesundheit des Landes Rheinland-Pfalz, Klaus Töpfer, berufen.
Verteidigungsminister Manfred Wörner trat am 18. Mai 1988 zurück, um am 1. Juli 1988 sein neues Amt als NATO-Generalsekretär antreten zu können. Sein Nachfolger wurde Rupert Scholz, bis dato Senator für Justiz und Bundesangelegenheiten des Landes Berlin.
Bundeswirtschaftsminister Martin Bangemann trat am 9. Dezember 1988 zurück, um Anfang 1989 in die Europäische Kommission als Kommissar für Binnenmarkt und Industrie wechseln zu können. Der bisherige FDP-Generalsekretär Helmut Haussmann folgte ihm als Wirtschaftsminister.
Rita Süssmuth schied am 9. Dezember 1988 aus dem Amt, weil sie am 25. November 1988 zur Präsidentin des Deutschen Bundestages gewählt worden war. Ursula Lehr wurde neue Bundesministerin für Jugend, Familie, Frauen und Gesundheit.
Am 19. Dezember 1988 trat der Parlamentarische Staatssekretär Peter Kurt Würzbach nach einem Streit mit Bundesverteidigungsminister Scholz über das nach dem Flugzeugabsturz in Remscheid von Würzbach verhängte Tiefflugverbot zurück. Willy Wimmer wurde am selben Tag zu seinem Nachfolger als Parlamentarischer Staatssekretär beim Bundesminister der Verteidigung ernannt.
Am 21. April 1989 wurde eine umfangreiche Kabinettsumbildung durchgeführt, von der nur die unionsgeführten Ministerien betroffen waren. Dabei wurden Bundesbauminister Oscar Schneider und der Verteidigungsminister Rupert Scholz, in dessen kurzer Amtszeit sich die Unglücke von Ramstein und Remscheid ereignet hatten, als Bundesminister entlassen. Der bisherige Innenminister Friedrich Zimmermann wurde neuer Bundesminister für Verkehr, der bisherige Finanzminister Gerhard Stoltenberg wurde neuer Bundesverteidigungsminister und Verkehrsminister Jürgen Warnke wurde Bundesminister für wirtschaftliche Zusammenarbeit. Dessen Amtsvorgänger Hans Klein übernahm als Bundesminister für besondere Aufgaben die Leitung des Presse- und Informationsamtes der Bundesregierung und der bisherige Chef des Bundeskanzleramtes Wolfgang Schäuble wurde neuer Bundesminister des Innern. Erstmals berufen wurden als Bundesminister der Finanzen der bisherige Vorsitzende der CSU-Landesgruppe Theo Waigel und Gerda Hasselfeldt als Bundesministerin für Raumordnung, Bauwesen und Städtebau. Neu in das Kabinett trat auch der bisherige Erste Parlamentarische Geschäftsführer der CDU/CSU-Bundestagsfraktion Rudolf Seiters ein, der als Bundesminister für besondere Aufgaben zum Chef des Bundeskanzleramtes berufen wurde.
Ebenfalls als am 21. April 1989 schieden die Parlamentarischen Staatssekretäre Hansjörg Häfele (Finanzen), Stefan Höpfinger (Arbeit und Sozialordnung), Irmgard Karwatzki (Bildung und Wissenschaft) und Volkmar Köhler (Wirtschaftliche Zusammenarbeit) aus dem Amt. Neu berufen wurden als Parlamentarischer Staatssekretär beim Bundesminister der Finanzen der bisherige Vorsitzende der Arbeitsgruppe Haushalt der CDU/CSU-Bundestagsfraktion Manfred Carstens, der bisherige sozialpolitische Sprecher der CSU-Landesgruppe Horst Seehofer zum Parlamentarischen Staatssekretär beim Bundesminister für Arbeit und Sozialordnung, Norbert Lammert zum Parlamentarischen Staatssekretär beim Bundesminister für Bildung und Wissenschaft und der bisherige Vorsitzende der Landesgruppe Baden-Württemberg der CDU/CSU-Bundestagsfraktion Hans-Peter Repnik zum Parlamentarischen Staatssekretär beim Bundesminister für wirtschaftliche Zusammenarbeit.
Nachdem die Anzahl der CSU-geführten Bundesministerien mit der Kabinettsumbildung auf sechs angewachsen war, forderte die FDP als Ausgleich einen weiteren Parlamentarischen Staatssekretär. Am 4. Juli 1989 schied daher Ludolf von Wartenberg aus dem Amt. Der bisherige Parlamentarische Geschäftsführer der FDP-Bundestagsfraktion Klaus Beckmann wurde sein Nachfolger beim Bundesminister für Wirtschaft.
Am 26. September 1989 starb die Parlamentarische Staatssekretärin beim Bundeskanzler und Bevollmächtigte der Bundesregierung in Berlin Lieselotte Berger. Günter Straßmeir wurde am 26. Oktober 1989 ihr Nachfolger.
Mit der deutschen Wiedervereinigung am 3. Oktober 1990 wurden die bisherige Volkskammer-Präsidentin Sabine Bergmann-Pohl, der letzte Ministerpräsident der DDR Lothar de Maizière, der Parlamentarische Staatssekretär beim Ministerpräsidenten der DDR Günther Krause, der bisherige Vorsitzende der FDP-Volkskammerfraktion Rainer Ortleb und der bisherige Vorsitzende der DSU-Volkskammerfraktion Hansjoachim Walther zu Bundesministern für besondere Aufgaben ernannt.
Wegen erneuter Vorwürfe, er sei Inoffizieller Mitarbeiter (IM) des Ministeriums für Staatssicherheit gewesen, trat Lothar de Maizière am 19. Dezember 1990 als Bundesminister zurück.

## Gesundheitspolitik
Bereits in seiner Regierungserklärung kündigte Kohl 1987 eine umfassende Strukturreform im Gesundheitswesen an. Das Gesundheitsreformgesetz „GRG“ wurde im November 1988 vom Bundestag verabschiedet.

## Fußnote
1. ↑  Weder Parlamentarische Staatssekretäre noch Staatsminister sind nach Art. 62 GG Teil der Bundesregierung.